# Nicholas Gleaves
Nicholas Gleaves (Bolton, 1 januari 1969) is een Brits acteur.

## Biografie
Gleaves doorliep van 1980 tot en met 1985 de middelbare school aan de Sharples School in Bolton. Na de middelbare school begon hij met zijn acteercarrière, dit op advies van zijn moeder. 
Gleaves begon in 1992 met acteren in de Britse televisieserie Boon, waarna hij nog meerdere rollen speelde in televisieseries en films.
Gleaves is in 1994 getrouwd met actrice Lesley Sharp met wie hij twee zonen heeft en woont met hen in Londen, hij speelde samen met zijn vrouw in de televisieserie Scott & Bailey. Gleaves is een fan van de popgroep The Smiths en voetbalclub Bolton Wanderers FC. 

## Filmografie

### Films
Uitgezonderd korte films.
- 2019 Spider-Man: Far From Home - als Guterman
- 2018 Married to a Paedophile - als Alex
- 2016 Boys on Film 15: Time & Tied - als Rob
- 2014 Marvellous - als eerwaarde Mark
- 2014 United Passions - als Henri Delaunay
- 2010 Reunited - als Andrew
- 2010 Chatroom - als Paul
- 2009 A Congregation of Ghosts - als Ellis Baxter
- 2008 Fallout - als Matt Ryder
- 2008 Incendiary - als Lenny
- 2006 Mysterious Creatures - als Richard Nicholas
- 2006 Starter for 10 - als spreker voor nucleaire ontwapening
- 2006 Half Light - als dr. Robert Freedman
- 2001 Now You See Her - als Paul
- 2001 Perfect - als Mike
- 2000 My Fragile Heart - als Joe Macavoy
- 1996 Poldark - als Stephen Cravenson
- 1993 Century - als Daniel

### Televisieseries
Uitgezonderd eenmalige gastrollen.
- 2024 After the Flood - als Phil Mackie - 6 afl.
- 2023 Silent Witness - als Bob Stratton - 2 afl.
- 2022 The Rising - als William Wyatt - 8 afl.
- 2019 The Demon Headmaster - als hoofdmeester - 10 afl.
- 2018-2019 Coronation Street - als Duncan Radfield - 22 afl.
- 2018 Bodyguard - als Roger - 5 afl.
- 2016 Cold Feet - als Trevor Green - 2 afl.
- 2015 DCI Banks - als Gerald Foster - 2 afl.
- 2014 Chasing Shadows - als Alex Wernley - 2 afl.
- 2011-2012 Scott & Bailey - als brigadier Andy Roper - 14 afl.
- 2012 Public Enemies - als Trevor Brotherton - 3 afl.
- 2011 Waterloo Road - als Richard Whitman - 6 afl.
- 2008-2010 Survivors - als James Whitaker - 9 afl.
- 2009 Murderland - als Oliver - 3 afl.
- 2006-2007 The Chase - als Tom Bedford - 20 afl.
- 2007 City Lights - als brigadier Gary Tate - 6 afl.
- 2005 Silent Witness - als Phil Elliott - 2 afl.
- 2004 Conviction - als Ray Fairburn - 6 afl.
- 2004 Down to Earth - als Steve Benson - 2 afl.
- 2003 The Queen's Nose - als Duncan - 5 afl.
- 2002 Being April - als Eddie - 6 afl.
- 1998-2002 Playing the Field - als Rick Powell - 14 afl.
- 2001 In Deep - als Bradley Sullivan - 2 afl.
- 1998 The Bill - als Danny Charlton - 3 afl.
- 1997 Wokenwell - als Rudy Whiteside - 6 afl.
- 1994 Faith - als Andy Morgan - 4 afl.

- Library of Congress Control Number: no2016112321
- Virtual International Authority File: 3011147270459435700003
- WorldCat: E39PBJjhCX7KtCtCBFQccGB773